# Jávai küllő
A jávai küllő (Dinopium javanense) a madarak (Aves) osztályának harkályalakúak (Piciformes) rendjébe, ezen belül a harkályfélék (Picidae) családjába tartozó faj.
A Dinopium nevű madárnem típusfaja.

## Előfordulása
Banglades, Brunei, Kambodzsa, Kína, India, Indonézia, Laosz, Malajzia, Mianmar, a Fülöp-szigetek, Szingapúr, Thaiföld és Vietnám területén honos. Természetes élőhelyei szubtrópusi vagy trópusi száraz erdők, szubtrópusi vagy trópusi nedves síkvidéki erdők és a szubtrópusi vagy trópusi mangroveerdők.

## Alfajai
- Dinopium javanense borneonense (Dubois, 1897)
- Dinopium javanense exsul (Hartert, 1901)
- Dinopium javanense intermedium (Blyth, 1845)
- Dinopium javanense javanense (Ljungh, 1797)
- Dinopium javanense malabaricum Whistler & Kinnear, 1934
- Dinopium javanense raveni

A Dinopium javanense everetti manapság önálló fajnak számít Dinopium everetti (Tweeddale, 1878) néven.